# باول كالفرت
باول كالفرت (بالإنجليزية: Paul Calvert)‏ هو سياسي أسترالي، ولد في 19 يناير 1940 في هوبارت في أستراليا. حزبياً، نشط في الحزب الليبرالي الأسترالي. وقد انتخب President of the Senate (Australia) ‏ (19 أغسطس 2002 – 13 أغسطس 2007) وانتخب عضو مجلس الشيوخ الأسترالي ‏ عن دائرة Tasmania ‏ (11 يوليو 1987 – 29 أغسطس 2007).